# Новый Бой-Казак
Но́вый Бой-Каза́к (укр. Новий Бой-Казак, крымскотат. Yañı Boy Qazaq, Янъы Бой Къазакъ) — исчезнувшее село в Красноперекопском районе Республики Крым, располагавшееся на западе района, на полуострове, образованном устьями рек Чатырлык и Самарчик, примерно в 3,5 километрах к северо-западу от современного села Курганное.

## История
Впервые в доступных источниках селение встречается в Статистическом справочнике Таврической губернии 1915 года, согласно которому в Джурчинской волости Перекопского уезда значатся деревни Байказак и Байказак (казёный участок) но определить, какой из них стал впоследствии Новым Бой-Казаком, пока не представляется возможным.
После установления в Крыму Советской власти, по постановлению Крымревкома от 8 января 1921 года № 206 «Об изменении административных границ» была упразднена волостная система, Перекопский уезд переименовали в Джанкойский, в котором был образован Ишуньский район, в состав которого включили село, а в 1922 году уезды получили название округов. 11 октября 1923 года, согласно постановлению ВЦИК, в административное деление Крымской АССР были внесены изменения, в результате которых округа были отменены, Ишуньский район упразднён, и село вошло в состав Джанкойского района. Согласно Списку населённых пунктов Крымской АССР по Всесоюзной переписи 17 декабря 1926 года, в селе Бой-Казак (русский), Воронцовского сельсовета Джанкойского района, числилось 8 дворов, все крестьянские, население составляло 51 человек, из них 50 украинцев и 1 русский. Постановлением ВЦИК от 30 октября 1930 года был восстановлен Ишуньский район и село включили в его состав. Постановлением Центрального исполнительного комитета Крымской АССР от 26 января 1938 года Ишуньский район был ликвидирован и создан Красноперекопский район с центром в поселке Армянск (по другим данным 22 февраля 1937 года). На подробной карте РККА северного Крыма 1941 года в селе Новый Бой-Казак отмечено 13 дворов. Отмечено село на карте Генштаба Красной армии 1942 года, где подписан, как Новый Бой Казак. В дальнейшем в доступных источниках не встречается.